# 蛍光灯の虫
『蛍光灯の虫』（けいこうとうのむし）は、日本のお笑いコンビ、2丁拳銃のミニアルバム。2004年8月25日に発売された。

## 解説
- 全曲小堀裕之と川谷修士がそれぞれ作詞・作曲した作品が収録されている。

## 収録曲
1. ナンシー
（作詞・作曲：小堀裕之）
2. 蛍光灯の虫
（作詞・作曲：小堀裕之）
3. オレンジジュース
（作詞・作曲：小堀裕之）
4. かあちゃん
（作詞・作曲：小堀裕之）
5. 泣かないぜ
（作詞・作曲：川谷修士）